# 岩永三五郎
岩永 三五郎（いわなが さんごろう、寛政5年（1793年） - 嘉永4年（1851年））は、江戸時代後期に、肥後藩と薩摩藩で活躍した石工であり、種山石工の中心的人物である。妻は藤原林七の長女・三与、藤原嘉八の娘を養女とした。

## 生涯
宇七の次男として1793年に生まれる。生まれた場所については、肥後国八代郡西野津村（現氷川町、（旧竜北町））という説が有力であるが、種山村（現八代市東陽町）という説もある。父と、藤原林七に学び、アーチ式の石橋をつくる技術を学んだ。
最初につくった石橋がどれかははっきりしないが、確実に三五郎作と言える最初のものは、25歳の時に現在の美里町（旧砥用町）につくった水路橋・雄亀滝橋（文化14年（1817年）架橋）であり、後に通潤橋の手本となった。これにより名声を得た三五郎は文政3年（1820年）、現在の八代市の干拓工事に従事し、石工共総引き回し役となる。岩永という姓は、このとき肥後藩より工事期間中に限り名乗ることを許されたものであるが、10年後に工事が完了すると、この功績により正式に苗字帯刀を許された。
その後も肥後藩内に聖橋をはじめとするアーチ式石橋を架け続けた三五郎に天保11年（1840年）、薩摩藩より依頼が来る。三平らを従え薩摩に赴いた三五郎は、鹿児島の町中を流れる甲突川に甲突川五石橋を川の護岸工事と併せて架けた。中でも西田橋は参勤交代に藩主が利用する橋だったため、三五郎のつくった橋の中で最も豪華な装飾が施されている。鹿児島県内には、三五郎作の石橋がこのほか複数残されている。
石橋の建造中、石橋建造技術の漏洩防止のため、三五郎達を永送り（暗殺）するのではないかという噂が立った。これは三五郎が藩の内情に通じ過ぎたためとも言われる。かねてよりこの事を心配していた三五郎は、連れてきた仲間たちを様々な口実をつけて肥後国に返した。最後まで残った三五郎自身も、嘉永2年（1849年）に帰郷を許される。薩摩藩から送られた刺客により現在の出水市付近で捕らえられるが、腹を据えた三五郎の態度に感心した刺客が、秘密裏に三五郎を逃がしたと言われる。
故郷に戻った三五郎は嘉永4年（1851年）、鏡町（現八代市）にて59歳で没する。同地には現在でも墓が存在する。

## 石橋の特徴
アーチ型の眼鏡橋の設計を得意としていた。林七の円周率の計算、設計技術と、父・宇七の石工としての技術を併せたものといえる。橋の造りは実用を重視したものであり、鹿児島の西田橋などごく一部を除くと、その造りは質素なもので、側面の石は切り揃えられず欄干さえないものがほとんどである。肥後藩から資金が出ず、一般の人々が資金を出し合って造った事が影響している。

### 代表作
- 雄亀滝橋
- 聖橋（熊本県）
- 甲突川五石橋（玉江橋、新上橋、西田橋、高麗橋、武之橋）

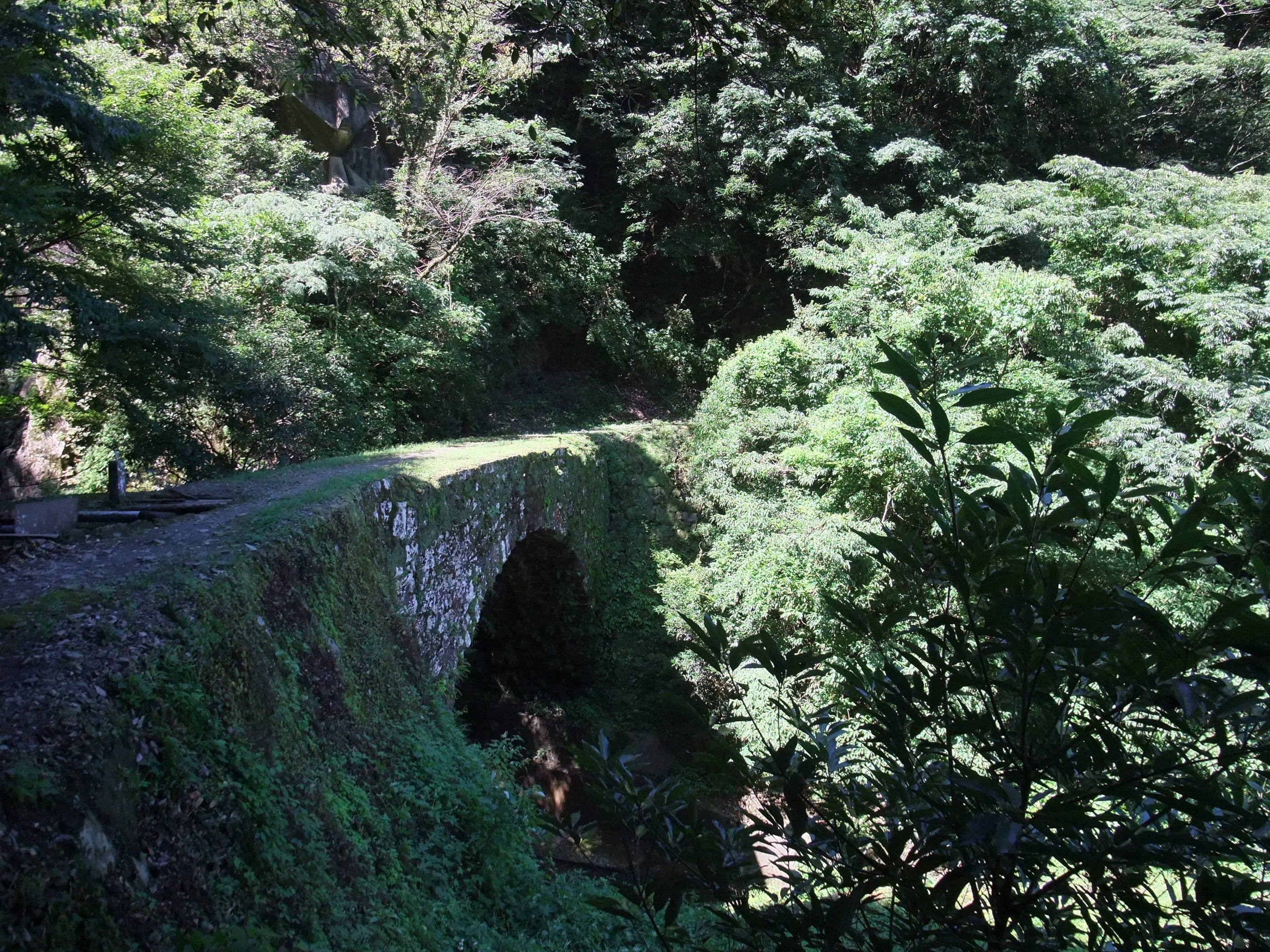
雄亀滝橋
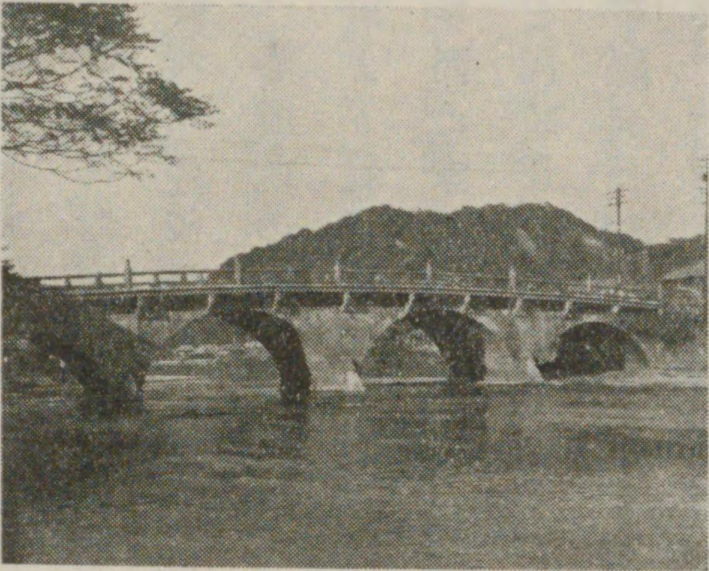
甲突川に架かる石橋時代の西田橋
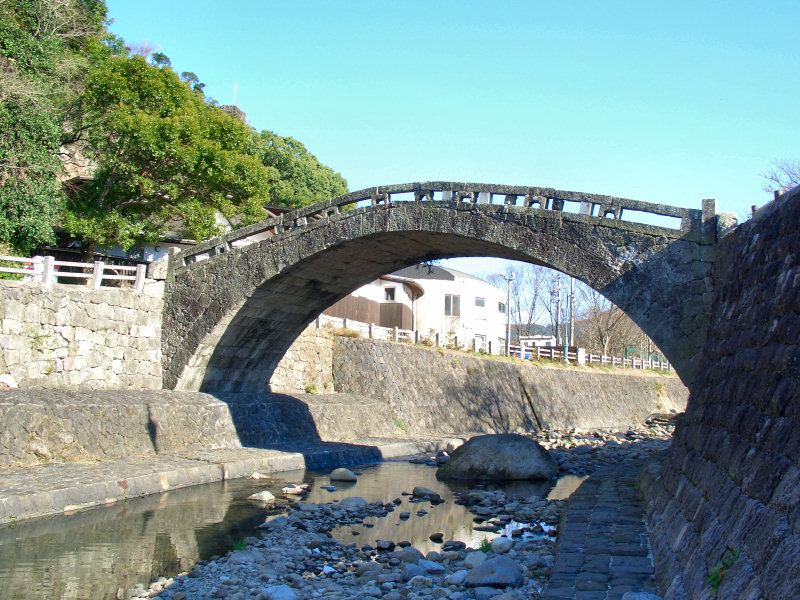
重磐岩眼鏡橋
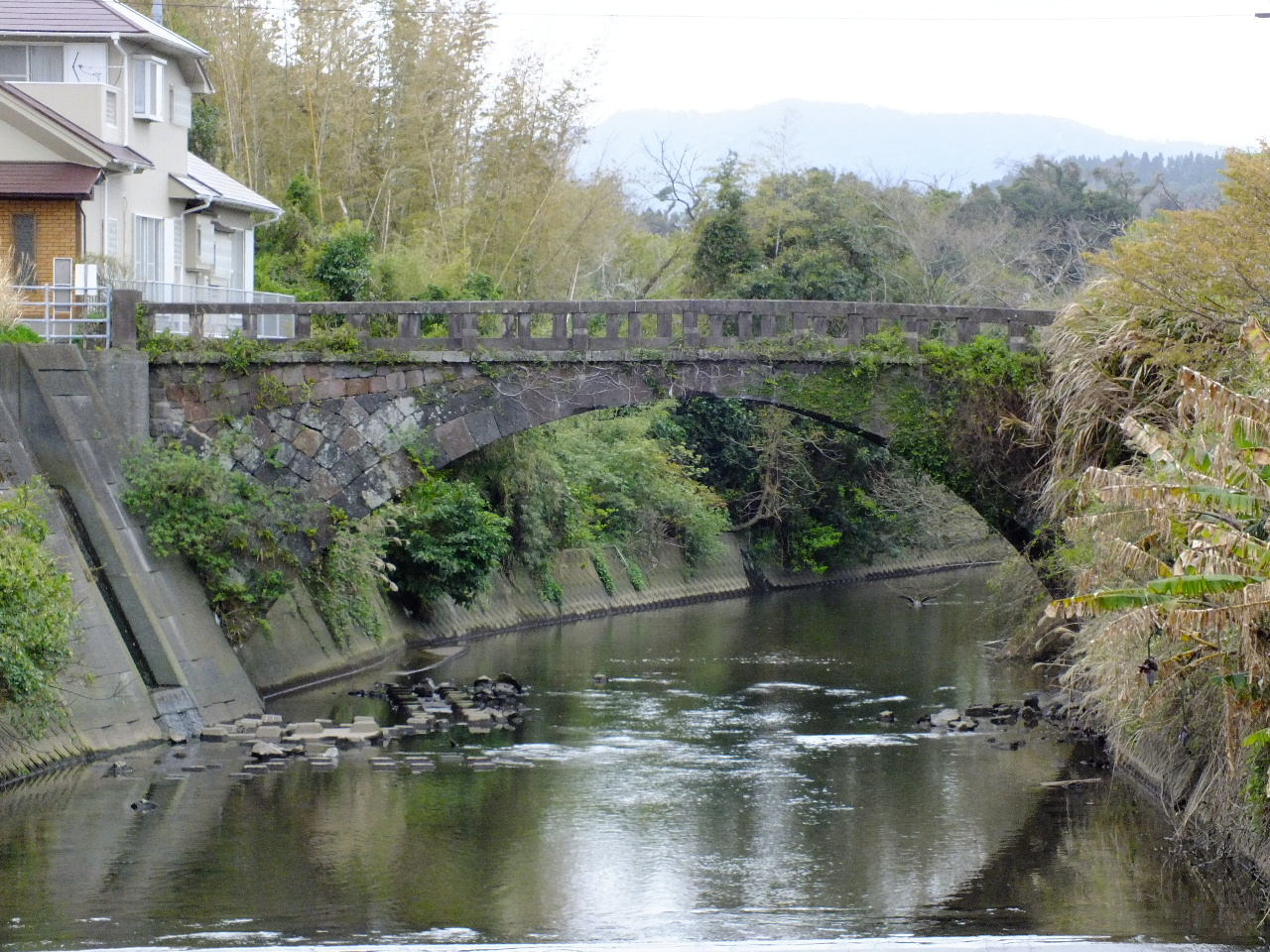
湊川橋

## 関連小説
- 今西祐行『肥後の石工』(1965年)　児童文学であり、史実と異なる記述があるが、三五郎を描いた名著として長く読まれている。（岩波少年文庫、2001年、ISBN 4001140780など）